# سازماندهی زیستی

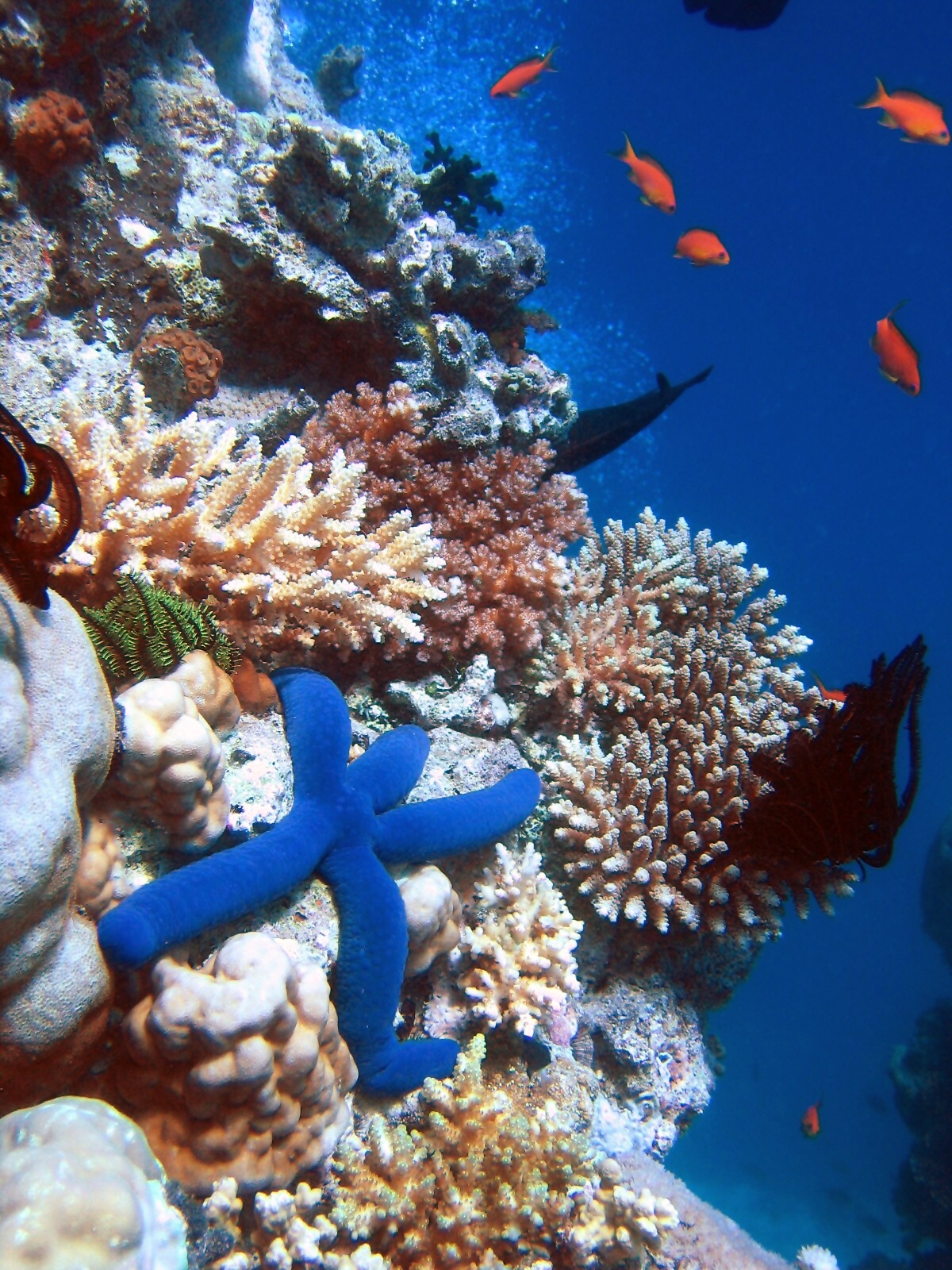
آب‌سنگ مرجانی نمونه‌ای از اکوسیستم دریایی است.

سازماندهی زیستی یا سلسله مراتب حیات دسته‌بندی ساختارهای پیچیده زیستی و سامانه‌های تشکیل‌دهنده حیات به شکل فروکاهنده است. سلسله مراتب سنتی به شکلی که در پایین آمده از سلول (در پایین‌ترین سطح) آغاز شده و به زیست‌کره ختم می‌شود. سطوح بالاتر معمولاً سازماندهی بوم‌شناختی را تشکیل می‌دهند.

## سطوح
ترتیب معمول سازماندهی زیستی از پایین‌ترین سطح تا بالاترین سطح از قرار زیر است:
- اتم
- ملکول، گروهی از اتم‌ها
- اندامک، گروهی از ملکول‌های زیستی
- سلول، واحد پایه تمام حیات و گروه‌بندی اندامک‌ها
- بافت، گروهی از سلول‌ها
- اندام، گروه کارایی از بافت‌ها
- دستگاه، گروه کارایی از اندام‌ها
- جاندار، مجموعه ای از دستگاه‌ها جانداری مثل انسان را تشکلیل می‌دهند
- جمعیت، گروهی از اندامگان متعلق به یک گونه
- اجتماع، یک اجتماع یا گروه جمعیتی دارای خصوصیات مشترک
- بوم سازگان، گروه‌بندی تمام اندامگان‌ها از دامنه‌های مختلف زیستی با توجه به محیط فیزیکی (غیر زنده) پیرامون‌شان
- زیست‌کره، مجموع بوم سازگان با هم